# Cathédrale Notre-Dame-de-Lourdes de Florencia
Cette  cathédrale n’est pas la seule cathédrale Notre-Dame-de-Lourdes.
La cathédrale Notre-Dame-de-Lourdes de Florencia est une cathédrale colombienne de culte catholique, située dans la municipalité de Florencia.